# Papismo

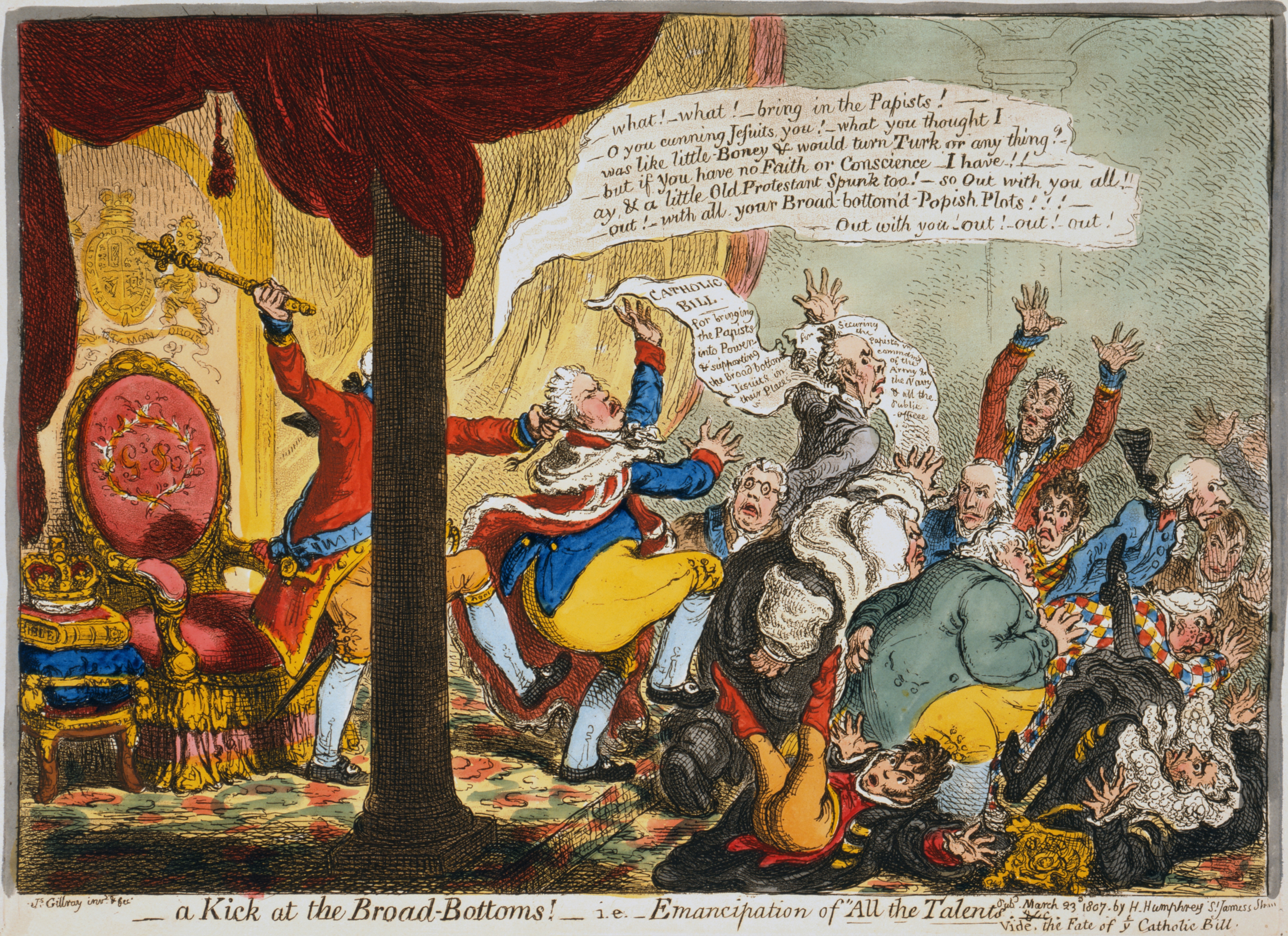
Una vignetta satirica del 1807 di James Gillray che ritrae il re Giorgio III del Regno Unito che urla "Fate entrare i papisti!"

Il termine papismo designa la fedeltà assoluta al papa. Dai tempi della lotta contro la Chiesa di Roma condotta prima da Lutero e poi dagli altri protestanti, la denominazione di papista venne utilizzata in tono polemico, specialmente dagli anglicani, sia contro la Chiesa di Roma sia contro la popolazione cattolica.
Il termine può inoltre essere utilizzato per designare chi difende la legittimità del potere temporale del Romano Pontefice.

## Storia
Il termine fu coniato dai riformatori protestanti inglesi per riferirsi a coloro che credevano nell'autorità papale sui cristiani. Venne usato anche in altri momenti storici, come la battaglia culturale in Germania.
Fino alla metà del secolo diciannovesimo, il vocabolo veniva usato di frequente nella Storia d'Inghilterra dal regno di Giacomo II (History of England from the Accession of James II) di Thomas Macaulay e in altri testi storici o controversi dell'epoca. Il termine continuò a essere adoperato da alcuni politici nordirlandesi, come Ian Paisley.

### Cripto-papismo
Agli inizi il termine apparve anche nella forma composta "cripto-papismo", che si riferisce a dei membri delle chiese riformate, protestanti o nonconformiste anglicane che erano in realtà cattolici nel profondo dell'animo. In seguito, Aleksej Stepanovič Chomjakov, un teologo laico russo del secolo diciannovesimo, affermò che "tutti i protestanti sono cripto-papisti".
Nonostante il termine venisse usato per attaccare i protestanti con delle leggere simpatie nei confronti della Chiesa romana, a volte ci furono delle persone che si convertirono segretamente al cattolicesimo, per esempio Giacomo II d'Inghilterra, Varfolomej Nikolaj Remov o Elizaveta Petrovna Rostopčina. Alcune persone si convertirono apertamente, come George Calvert, primo barone di Baltimore, o potevano convertirsi segretamente con riserve, come Giovanni III di Svezia.